# Sektion Darmstadt-Starkenburg des Deutschen Alpenvereins
Die Sektion Darmstadt-Starkenburg des Deutschen Alpenvereins (DAV) e. V. (kurz Alpenverein Darmstadt) ist eine Sektion des Deutschen Alpenvereins in Darmstadt. Sie wurde am 27. April 1870, nur kurze Zeit nach dem Hauptverein, gegründet. Der Alpenverein Darmstadt-Starkenburg ist somit eine der ältesten und mit 14.152 Mitgliedern (Stand: 31. Dezember 2024) auch eine der größten Sektionen des Deutschen Alpenvereins auf Rang 16 und damit vor der Sektion Frankfurt am Main die größte Sektion in Hessen sowie einer der größten Sportvereine Deutschlands.

## Bekannte Mitglieder
- Carlo Heß

## Hütten
- Darmstädter Hütte, 2384 m (Verwallgruppe), erbaut: 1889
- Felsberghütte, 254 m (Odenwald)
- Starkenburger Hütte, 2237 m (Stubaier Alpen), erbaut: 1901

## Kletteranlagen
- Alpin- und Kletterzentrum Darmstadt,[3] Wanddaten: 1.981 m² Kletterfläche gesamt, 1.515 m² Hauptwand, 116 m² Emporenwand, 350 m² Boulderraum.
- Steinbruch Hainstadt[4]

## Sektionsvorsitzende
Eine chronologische Übersicht über alle Präsidenten der Sektionen seit Gründung.
| Amtszeit  | Präsident       |
| --------- | --------------- |
| 1870–1877 | Wilhelm Fischer |
| 1877–1880 | Alfons Tenner   |
| 1880–1901 | Ignaz Metz      |
| 1901–1925 | Karl Maurer     |
| 1925–1942 | Theodor Tenner  |
| 1942–1943 | Gerhard Hundt   |
| 1943–1944 | Friedrich Stroh |
| 1945–1946 | ― 1             |
| 1946–1948 | Theodor Schmidt |
| 1948–1956 | Ernst Holtzmann |
| 1956–1968 | Wilhelm Rohde   |
| 1968–1988 | Manfred Haury   |
| 1988–1995 | Horst Pennewiß  |
| 1995–2007 | Gerald Bachmann |
| 2007–2013 | Michael Moneke  |

| Amtszeit  | Präsident          |
| --------- | ------------------ |
| 1884–1886 | August Fritz       |
| 1887–1893 | Ludwig Seibert     |
| 1894–1909 | Konrad Egenolf     |
| 1910–1918 | Ludwig Roll        |
| 1918–1925 | Rudolf Wünzer      |
| 1925–1943 | Cornelius Guntrum  |
| 1943–1945 | Richard Müller     |
| 1945–1946 | ― 1                |
| 1946–1950 | Ludwig Metzger     |
| 1950–1951 | Theodor Schneider  |
| 1951–1952 | Richard Müller     |
| 1952–1957 | Reinhold Stiepel   |
| 1957–1959 | Ludwig Borngässer  |
| 1959–1968 | Robert Müller      |
| 1968–1971 | Heinz Beck         |
| 1971–1976 | Karl Jagersberger  |
| 1976–1982 | Ludwig Borngässer  |
| 1982–1991 | Heinrich Chabowski |
| 1992–2002 | Günter Eckehard    |
| 2003–2013 | Michael Moneke     |

| Amtszeit  | Präsident          |
| --------- | ------------------ |
| 2013–2017 | Paul-Erhard Goertz |
| 2018–     | Edgar Böhm         |

Anmerkung